# Lijst van rijksmonumenten in Terstraten
De plaats Terstraten telt 10 inschrijvingen in het rijksmonumentenregister. Hieronder een overzicht.
| Object                                                                                   | Oorspronkelijke functie? | Bouwjaar                                         | Architect | Locatie            | Coördinaten?                  | Nr.?  | Afbeelding         |
| ---------------------------------------------------------------------------------------- | ------------------------ | ------------------------------------------------ | --------- | ------------------ | ----------------------------- | ----- | ------------------ |
| Hoeve van mergel en aan de binnenplaats vakwerk                                          | Boerderij                | 1710                                             |           | Terstraten 1       | 50° 54' 50" NB, 5° 51' 37" OL | 30943 | Meer afbeeldingen  |
| Hoeve met binnenplaats, van vakwerk en aan de straat bakstenen en baksteen met speklagen | Boerderij                |                                                  |           | Terstraten 2       | 50° 54' 51" NB, 5° 51' 36" OL | 30944 | Meer afbeeldingen  |
| Vakwerkhoeve met binnenplaats                                                            | Boerderij                | 18e eeuw                                         |           | Terstraten 3       | 50° 54' 50" NB, 5° 51' 34" OL | 30945 | Meer afbeeldingen  |
| Vakwerkhoeve met binnenplaats                                                            | Boerderij                | 18e eeuw                                         |           | Terstraten 4       | 50° 54' 51" NB, 5° 51' 34" OL | 30946 | Meer afbeeldingen  |
| Hoeve van baksteen                                                                       | Boerderij                | 18e/19e eeuw 1714/1724 (gevelsteen)              |           | Terstraten 8       | 50° 54' 52" NB, 5° 51' 30" OL | 30947 | Hoeve van baksteen |
| Hoeve van baksteen                                                                       | Boerderij                | 18e/19e eeuw                                     |           | Terstraten 9       | 50° 54' 52" NB, 5° 51' 29" OL | 30948 | Hoeve van baksteen |
| Hoeve van baksteen met speklagen                                                         | Boerderij                | 18e-eerste kwart 19e eeuw                        |           | Terstraten 11      | 50° 54' 53" NB, 5° 51' 26" OL | 30949 | Meer afbeeldingen  |
| Hoeve van baksteen                                                                       | Boerderij                | 18e-eerste kwart 19e eeuw 1810 (poortsluitsteen) |           | Terstraten 12      | 50° 54' 54" NB, 5° 51' 25" OL | 30950 | Hoeve van baksteen |
| Nieuwenhuis / Nieuwhuis: Hoeve van baksteen met speklagen                                | Boerderij                | Midden 18e eeuw                                  |           | Maastrichterweg 14 | 50° 55' 4" NB, 5° 51' 10" OL  | 30951 | Meer afbeeldingen  |
| Nieuwenhuis / Nieuwhuis: Hoeve van baksteen met speklagen                                | Boerderij                | Midden 18e eeuw                                  |           | Maastrichterweg 12 | 50° 55' 4" NB, 5° 51' 9" OL   | 30952 | Meer afbeeldingen  |